# Thomas Baumgärtel
Ne pas confondre avec le peintre Tilo Baumgärtel (1972-).
Pour les articles homonymes, voir Baumgärtel.
Thomas Baumgärtel (né en 1960 à Rheinberg) est un artiste du graffiti allemand, connu sous le pseudonyme de Bananensprayer, à cause de son pochoir inspiré de la banane d'Andy Warhol sur l'album du Velvet Underground.

## Biographie
Il commence sa "bananeraie" en 1983. De 1985 à 1990, il étudie les arts à l'université de sciences appliquées de Cologne. De 1985 à 1995, il suit des études de psychologie à l'Université de Cologne. En 1986, il expose pour la première fois sa banane.
En 1996, il crée avec 13 autres artistes de Cologne le collectif d'artistes "CAP Cologne". En 1999, il collabore avec Harald Klemm. En 2000, il commence le "pointillisme polychrome à la banane". Avec Roland Specker, il conçoit un "projet pour Berlin" à la Porte de Brandebourg. Il initie d'autres séries : Foule, Holocauste, supermarché, urbain... Il est l'auteur de l'affiche du SWR3 New Pop Festival en 2007. En 2008, il travaille sur le projet d'un "phénix renaissant de ses cendres", une sculpture haute de 30 m en acier issu d'un haut fourneau de Dortmund. En 2012, il pulvérise une "banane de la paix" sur la cathédrale de Cologne, où il vit et travaille, dans le cadre du Conseil de la Jeunesse.